# Pelochrista subtiliana
Pelochrista subtiliana is een vlinder uit de familie bladrollers (Tortricidae). De wetenschappelijke naam is voor het eerst geldig gepubliceerd in 1960 door Jackh.
De soort komt voor in Europa.